# Harpic
Harpic é uma marca registrada de produtos de limpeza para vaso sanitário lançado na Inglaterra em 1920 e atualmente comercializado pela Reckitt Benckiser.
A marca já está disponível na África, no Oriente Médio, Sudeste da Ásia, Europa, América Latina e Europa Oriental.
Os produtos de limpeza comercializados sob a marca incluem líquidos, pastilhas, toalhetes, escovas e blocos para vaso sanitários.